# Joan Hendry
Joan Hendry, född 14 maj 1945, är en friidrottare från Kanada. Hon deltog vid olympiska sommarspelen 1968.